# Козинец, Дмитрий Иванович
Дмитрий Иванович Козине́ц (укр. Дмитро Іванович Козинець; 1906—1970) — советский украинский оперный певец (баритон).

## Биография
Родился 26 октября (8 ноября) 1906 года в Сумах (ныне Украина). Окончил ХГК (1941; класс П. В. Голубева). 1946—1958 годах — солист ХУАТОБ имени Н. В. Лысенко.
Умер 20 января 1970 года в Харькове.

## Оперные партии
- «Запорожец за Дунаем» С. С. Гулака-Артемовского — Султан
- «Богдан Хмельницкий» К. Ф. Данькевича — Богдан Хмельницкий
- «Евгений Онегин» П. И. Чайковского — Евгений Онегин
- «Мазепа» П. И. Чайковского — Мазепа
- «Демон» А. Г. Рубинштейна — Демон
- «Князь Игорь» А. П. Бородина — Игорь Святославич
- «Риголетто» Дж. Верди — Амонасро

## Награды и премии
- заслуженный артист УССР (1951)
- Сталинская премия третьей степени (1952)